# SN 1992S
SN 1992S – supernowa odkryta 9 kwietnia 1992 roku w galaktyce A141742+3103. W momencie odkrycia miała maksymalną jasność 18,50m.